# 麥特·莫布利
馬修·華倫·莫布利（1994年9月1日—）為美國男子籃球運動員，場上主打控球後衛與得分後衛位置。

## 職業生涯
2020年2月28日，莫布利加盟德國籃球甲級聯賽法蘭克福天際線。
2022年8月27日，莫布利加盟德國籃球甲級聯賽烏爾姆通益製藥。11月20日，莫布利加盟菲律賓籃球協會菲律賓電信，取代卡梅伦·奥利弗作為該隊打PBA委員盃的外籍球員。
2023年1月4日，莫布利加盟法國籃球甲級聯賽第戎聖女貞德。10月6日，莫布利加盟T1聯盟臺北台新戰神。11月10日，臺北戰神宣布與莫布利提前終止合約，莫布利在T1聯盟熱身賽出賽兩場，場均表現為16.5分、3助攻、2.5抄截。
2024年1月18日，法國籃球甲級聯賽SLUC南錫宣布莫布利加盟事宜。3月10日，莫布利加盟什切青國王。

## 外部連結
- 麥特·莫布利的Instagram帳戶
- 麥特·莫布利在fiba.basketball（英语）
- 麥特·莫布利在西班牙篮球甲级联赛（球員）（西班牙语）
- 麥特·莫布利在土耳其籃球超級聯賽（英语）
- 麥特·莫布利在德國籃球甲級聯賽（德语）
- 麥特·莫布利在Basketball-Reference.com（國際）（英语）
- 麥特·莫布利在Sports-Reference.com（NCAA）（英语）
- 麥特·莫布利在Eurobasket.com（球員）（英语）
- 麥特·莫布利在Proballers（英语）
- 麥特·莫布利在RealGM（英语）